# Carlos Carmona
Carlos Emilio Carmona Tello (født 21. februar 1987 i Coquimbo, Chile) er en chilensk fodboldspiller (central midtbane). Han spiller hos Atalanta i den italienske Serie A.
Carmona startede sin karriere i hjemlandet, inden han i 2008 rejste til Italien. Her spillede han først to år hos Reggina, inden han derefter skiftede til Atalanta.

## Landshold
Carmona har (pr. juni 2014) spillet 45 kampe og scoret ét mål for Chiles landshold, som han debuterede for 4. juni 2008 i et opgør mod Guatemala. Han har siden da repræsenteret sit land ved både VM i 2010 og VM i 2014.